# 바보와 시험과 소환수
《바보와 시험과 소환수》(バカとテストと召喚獣 바카 도 데스토 도 쇼칸주[*])는 패미통 문고에서 간행되고 있는 이노우에 겐지의 라이트 노벨 작품이다. 일러스트는 하가 유이가 맡고 있으며, 제 8회 엔타메 대상 편집부 특별상 수상작이다. 월간 드래곤 에이지 2009년 5월호에 게재된 6월호 예고에서 TV 애니메이션화가 발표되어, 2010년에 1기, 2011년에 2기가 방송되었다. 일본에서의 약칭은 바카테스토이나, 대한민국 내에서는 바시소라고도 약칭한다.

## 줄거리
과학과 우연과 오컬트에 의해 개발된 〈시험 소환 시스템〉을 시험적으로 채용해 학력 저하가 계속되는 요 근래에 새로운 바람을 일으킨 후미즈키 학원. 분반 시험의 성적으로 엄격한 클래스 구분을 하는 이 학원에서 자신만만하게 시험 결과를 받아든 주인공 요시이 아키히사를 기다린 것은 최하위반인 F반의, 최악의 교실이었다. 이 상태를 개선하기 위해서는 시험에 따른 힘을 가져 소환수의 전쟁 〈시소 전쟁〉에서 이길 수밖에 없다!

## 등장인물
(※캐스트는 애니메이션 판/드라마 CD판, 북미판 순이다. 동일한 경우에는 한 번만 표기)

### F반
성적 최하위의 바보들만 모인 반. 보통의 책상과 의자나 분필 같은 소모품조차도 제대로 지급되지 않아, 다리가 부러진 밥상, 썩은 다다미, 솜이 거의 들어가 있지 않은 방석 등의 부실한 용품으로 공부를 강요당하고 있는, 폐허 그 자체. 이미 최악의 설비이지만 시소 전쟁에서 패배해 귤 박스와 돗자리로 바뀌나, 문화제 사건 덕에 교실을 보수해 원래 설비로 돌아오는 데에 성공한다. 성적 최하위의 바보들만 모인 반이다 보니 반의 대다수가 남성으로, 여성은 두 명뿐. 반 대표는 사카모토 유지(하지만 성적 1위는 미즈키이다.)
요시이 아키히사 (吉井 明久 요시이 아키히사[*])
성우: 시모노 히로, 조시 그렐리
본작의 주인공으로서 화자. 후미즈키 학원 고등부 2학년. F반 소속.
보기 드문 바보로, 본인은 부정하지만 친부모로부터 '인류를 초월하는 바보'라고 불릴 정도로 머리가 나쁘고, 후미즈키 학원에 있어서의 '바보'는 요시이를 지칭하는 말일 정도이다. 학력도 당연히 최하위이지만, 그의 머리가 나쁘다고 하는 레벨은 '공부를 못한다'는 수준을 넘어서 논리적인 회화나 거짓말조차도 제대로 할 수 없을 정도로, 그 결과 후미즈키 학원 창설 이래 처음으로 '바보의 대명사'인 《관찰 처분자》로 인정된다. 유사시에는 자신의 안전을 최우선으로 하며 몸을 지키기 위해서는 잔꾀를 써서 기습 등의 비겁한 수단도 망설임 없이 실행하지만, (유지 이외의) 타인을 위해서 진지하게 화낼 수 있는 곧은 마음씨의 소유자이기도 하다.
여장이 잘 어울릴 것 같은 남자, 이녀석에게서만은 결코바보라는 말을 듣고싶지 않은 학생, 인기가 많을 것 같은 남자(동성애편)에서 랭킹 1위를 했다.
외견은 미소년이지만 '여장, 혹은 동성애가 어울릴 것 같다'고 (주로 여학생들에게) 평가받는 일이 많다.(본인은 그 사실에 기겁한다). 덤으로 그의 여장 사진은 무츠리니(F반 츠치야 코우타의 별명)에 의해 숨은 아이돌 〈아키짱〉으로서 뒤에서 몰래 매매되고 있어, 안는 베개의 베갯잇 등의 관련 상품들도 존재한다.
미즈키를 동경하고 있어 심리 테스트에도 드러날 정도이지만 그녀를 절벽의 꽃이라고 생각하고 있어, 자신이 그녀로부터 호의를 받는다는 것은 꿈에서도 생각치 않고 있다. 또한 미나미로부터도 호의를 받고 있지만, 몇 번이나 생명의 위기에 노출되어 왔기 때문에 미움당하고 있다고 인식하고 있다. 하지만 완전히 여성으로서 의식하지 않는 것은 아니고, 일단은 친구의 부류로 생각된다.
후미즈키 학원에는 '학비가 아깝다'는 양친의 주장(시험 학교이기 때문에 학비가 싸다)으로 입학되었다. 양친이 일 때문에 해외에 있어 자취 생활을 만끽하고 있지만, 금전에 대한 브레이크가 없기 때문에 생활비 송금을 모두 용돈으로 써 버려 극빈(자칭 청빈)한 생활을 보내고 있다. 식사는 소금과 물이 주식(가끔 설탕). 과도한 생활비 낭비로 인해 가스나 수도, 전화 등의 생계 수단을 멈춰버리게 하는 일까지 있다. 가장 원하는 것은 칼로리였지만, 누나가 일본으로 돌아와 자취 생활을 하지 못하게 된 이후로는 누나의 감시가 있어서 생활비 송금을 계획적으로 사용하게 되어, 식사도 보통 식사가 된다.
모친과 누나의 가사 실력은 꽝이기 때문에 어릴 적부터 그에게 모든 집안일을 시켜온 터라 가사 전반에 있어 전문가라는 면을 가지고 있으며, 특히 요리는 가정 요리에 있어서는 적수가 없을 정도의 솜씨를 지니고 있다. 잘 하는 요리는 파에야.
보통은 오른손잡이지만 원래는 (본인 왈) 왼손잡이.
소환수의 전투력은 최저 레벨이지만 소환수의 조작 기술만은 학년 톱이기 때문에, 성적이 낮음에도 가볍게 상위 소환수도 위협할 수 있다. 단, 관찰 처분자이기 때문에 소환수의 피로와 데미지가 몇 퍼센트 정도는 소환자인 본인에게 돌아가게 되어 있어서 소환수가 당할 때마다 본인도 같이 고통스러워지는 관계로, 꼭 필요할 때를 빼고는 가능하면 전투에서의 소환은 피하려 한다.
소환수의 장비는 개조 가쿠란에 목도. 오컬트판은 듀라한(목 없는 기사). 영향받은 본질은 '머리가 없다=바보'.8권 이후(장비 리셋)의 장비는 개조 가쿠란(용의 자수 추가)과 목도.
학원장 왈, 〈시험소환 시스템의 본질을 왜곡하고 있는〉존재의 필두.
여담이지만 〈이 라이트 노벨이 대단해!〉의 2009년판에 있어서 남성 캐릭터의 8위, 총합 13위이다.
히메지 미즈키 (姫路 瑞希 히메지 미즈키[*])
성우: 하라다 히토미/나카하라 마이, 알렉시스 팁턴
후미즈키 학원 고등부 2학년. 아키히사들과 같은 F반이지만, 본래의 학력은 학년 석차 2등의 재원.
온화하고 품행방정의 미소녀. 몸은 약하지만 발육은 양호하여 가슴 사이즈는 눈짐작으로 F클래스. 하지만 허리둘레가 (본인 기준으로) 신경쓰인다.
분반 시험 때 고열을 내면서 도중에 퇴실하였기 때문에 시험이 전부 무득점이 되어버려 F반에 들어오게 되었다. 아키히사와는 초등학교 때의 급우로 첫사랑의 상대였지만 전혀 자각이 없고, 분반 시험 때 아키히사가 자신을 감싸주었던 일로 인해 겨우 눈치챘다. 하지만 어째서 아키히사가 좋은지는 21세기 최대의 수수께끼. 마음에 들어하는 토끼모양 머리장식에 관계가 있는 듯하다.
그 이후 몇 번인가 고백하려고 했지만 매번 불운이 겹쳐서 전하지 못한다. 그러나 술에 취하거나 감정이 흥분되거나 하면 선을 넘어버리는 행동도 한다.
머리는 좋지만 너무나 순수한 성격으로 타인의 말을 그대로 받아들이기 십상이다. 또 연애 지식도 별로 없고, 아키히사가 자신을 위해 힘내고 있다는 것은 알고 있지만 상냥함에 의한 것이라고 생각하고 있다.
청초하고 어른스러운 성격이지만 꽤 질투심이 깊은 데다가, 미나미나 F반의 영향으로 아키히사의 바람기(?)에 대한 처벌이 과격화되고 있다. 또한 요리하는 것을 좋아해서 곧잘집에서 손수 음식을 만들어와 반 아이들에게 대접해주곤 하나, 다만 그녀는 요리를 식재료가 아닌 이미지(예: 〈시큼하다〉→〈식초맛〉=〈초산(酢酸)※주. 정식 화합물 명칭은 아세트산. 초산(硝酸)이 질산의 일본식 명칭이다. 아세트산은 묽게 하면 먹을 수 있지만 질산은 묽게 해도 먹으면 죽는다. 硝酸이란 일본 명칭을 몰라서 酢酸을 질산으로 명기한 잘못〉)로 만들기 때문에 그 맛은 가히 최종병기 수준으로, 무엇을 만들어도 그것을 먹은 사람을 삼도천으로 보내버리는 필살 요리인이지만, 피해자가 연습용이 되는 것을 두려워하고 진실을 숨기고 있기 때문에 본인은 자신의 실력을 잘 모른다. 봉제인형 만들기와 아키히사의 여장 사진 수집이 취미.
무척이나 술에 약하며, 술버릇도 있다. 취하면 대담해진다.
자신의 매력이나 전과에 무자각한 탓에 자신에 대한 자신감을 잘 가지지 못하는 타입.
담력시험을 계기로 키리시마 쇼코와 교류를 계속 하고 있다.
막간의 '바보 테스트'에서는 기본적으로 그녀의 정답이 모범 답안으로 표시되지만, 극히 희귀하게 (주로 요리 관계의 문제에서) 충격적인 답안을 보이는 경우도 있다.
대표적으로 화학시험중 황산구리오수염(CuSO₄·5H₂O)을 염화바륨(BaCl₂) 수용액에 넣고 가열하면 무엇이 나오냐는 질문에 드미글라스라고 답해 교사의 말문이 막히기도 했다.
소환수의 장비는 서양풍의 갑옷에 거대 검. 팔찌의 특수능력은 '열선(원거리에서 고온의 열선을 쏘는형식)'. 오컬트판은 서큐버스. 영향받은 본질은 '대담(여러 가지 의미로)'과 '가슴 크기'. 8권 이후(장비 리셋)부터는 갑옷과 검이 강화되었다.
시마다 미나미 (島田 美波 시마다 미나미[*])
성우: 미즈하시 카오리/시미즈 카오리, 리아 클라크
후미즈키 학원 고등부 2학년. F반 소속. 1학년 때부터 아키히사의 클래스메이트. 독일 태생의 귀국자녀. 심각한 얀데레 성향의 츤데레로 보인다.
기가 세 보이는 눈과 포니테일이 트레이드 마크. 미형으로 키도 크고 다리도 긴 모델 체형이지만 가슴은 절벽. 강하고 드세며 공격적인 성격으로 취미는 '아키히사를 때려주는 것'이라고 공언하고 있으며 실제로도 무언가 일만 있으면 때리고 있지만 실은 그에 대한 특별한 감정을 반대로 표출하는 것이다. 흔히 말하는 츤데레. 아키히사가 쓸데없는 짓을 할 때마다 도를 넘은 폭력으로 제재를 가하기 때문에 아키히사에게는 천적으로 인식되고 있다.
아키히사가 남자를 좋아한다는 소문을 제법 깊게 받아들이고 있어(이건 미즈키도 마찬가지) 히데요시나 유지에게 대항심을 보이기도 하지만, 진짜 라이벌인 미즈키와는 서로 같은 마음을 가진 동료 의식을 가짐과 동시에 한 남자를 사이에 둔 라이벌로서의 경쟁심도 갖고 있는 복잡한 상태이다. 하지만 그런 부분을 감수하고서라도 서로 좋은 친구 관계인 상태.
작품 초반에서는 아키히사를 '요시이'라고 성으로만 불렀었으나, 제 1회(D반전)의 소환 전쟁에서 적에게 둘러싸인 아키히사를 협박하여 〈미나미〉, 〈아키〉라는 호칭으로 부르게 하는 데에 성공했다.
억지가 강한 성격으로 본인은 물론 타인에게도 기필코 자신의 연심을 인정하지 않고 연기로조차도 솔직해질 수 없지만 학력 강화 합숙에서 아키히사가 실수로 보낸 고백(이라고 취급된) 메일로 한 번 자신의 마음에 솔직해져, 미즈키의 눈 앞에서 아키히사의 첫 키스를 뺏어가 버리고, 주위가 격노할 정도로 알콩달콩(?)한 모습을 보여주기도 했으나 진실을 알고는 다시 억지. 그러나 후에 그가 확실히 자신을 '여자아이'로 보고 있다는 것을 알고 정말로 호의를 가지게 된다.
내면은 의외로 소녀 같아서, 자신의 방에 아키히사의 사진을 장식해 두고 있다.
학력은 B반 수준이지만 독일 태생이라서 한자를 제대로 읽을 수 없다는 이유로 대부분의 과목 점수가 낮고, 특히 고전 점수는 한 자릿수. 그러나 이것은 어디까지나 한자를 못 읽기 때문에 성적이 낮은 것 뿐, 수학처럼 '한자'가 적은 과목에서는 B클래스급의 성적을 보인다.
가끔 충격을 받았을 때 독일어를 말하는 경향이있다.
아키히사에 대한 광언이나 행동을 원인으로 하여 후미즈키 학원의 '여자친구로 삼고 싶지 않은 여자' 제 3위에 등극해 있다.
부모님이 일 때문에 거의 같이 있지 못해 가사 전반을 떠맡고 있기 때문에 요리를 잘한다. 하지만 아키히사의 솜씨를 알고 나서는 조금 자신감 상실. 취미는 봉제인형 수집.
소환수의 장비는 군복에 사브르. 오컬트판은 벽 요괴. 영향받은 본질은 '벽=빈유'.8권 이후(장비 리셋)부터는 갑옷에 마창용 랜스로 변경되었다.
여담이지만 〈이 라이트 노벨이 대단해!〉의 2009년판에 있어서 여성 캐릭터의 26위이다.
사카모토 유우지 (坂本 雄二 사카모토 유지[*])
성우: 스즈키 타츠히사/타니야마 키쇼, 스콧 프리먼
후미즈키 학원 고등부 2학년. F반 대표. 아키히사와는 1학년 때부터 악우(惡友)였으며 파트너격인 존재.
180cm의 신장과 민첩하고 사나워 보이는 얼굴, 그리고 어떻게 봐도 불량하게밖에는 보이지 않는 모습이지만 어릴 때에는 신동으로 불렸었다. 현재는 그 당시와는 몰라볼 정도로 달라졌고, F반의 '문제아'로 교사들에게 인식되고 있다. 머리가 좋은데도 공부를 하지 않는 이유는 '학교 수업과는 상관없이 인생에서 승리자가 될 수 있다는 것을 증명하기 위해서'라고. 과거에 뭔가 원인이 되는 사연이 있는 듯하다.
기본적으로 자신의 흥미를 끄는 일(주로 아키히사의 행복을 방해하는 것) 이외에는 무기력하지만, 한 번 의욕을 가지게 되면 그 두뇌는 현재에도 신동 그 자체. 리더십이 있고, 비겁한 작전을 세우는 데에 있어서는 따라올 자가 없다. 중학교 시절에는 싸움 삼매경으로 '악귀나찰'의 이름으로 지금도 불량배들에게 공포의 대상이다.
소꿉친구인 쇼코에게는 초등학교 때부터 고백이나 구혼을 받고 있어, 그 때마다 거절하고 있지만 전혀 효과가 없다. 마침내 A반과의 시소 전쟁에서의 패배로 인해 사귀는 것이 되어버린 데다가, 학원제에서 아키히사의 책략에 걸려들어 혼인 신고서에 도장을 찍어버리고 만다(하지만 18세 미만이기 때문에 사실상 약혼 상태). 교제 취소와 혼인 신고서 탈취를 위해(혼인 신고서는 쇼코의 방에 있어 탈취에 실패하고 만다. 덤으로 강화 유리제 코팅) A반에 대한 복수를 목표로 학력을 높이고 있다.
항상 아키히사와 붙어있기 때문에 호모 망상병이 있는 학생들에게 있어선 아키히사의 '연인'으로 인식되고 있다. 당연히 본인은 극구 거부.
아키히사와 붙어다니면서 교사들도 두려움에 떨게할 정도로 최강 최악의 사건을 터뜨리기에 a급 전범으로 지목되고 있다 아키히사처럼 관찰 처분자 안된게 신기할정도
소환수의 장비는 개조 교복에 메리켄사쿠(장비로써는 최약 레벨). 오컬트판은 웨어울프, 받은 본질은 '야성'.8권 이후(장비 리셋)의 장비는 개조 교복(호랑이 자수)과 목봉으로 변경되었다.
츠치야 코우타 (土屋 康太 쓰치야 고타[*])
성우: 미야타 코우키/카와다 신지, 그레그 에어스
후미즈키 학원 고등부 2학년. F반 소속. 1학년 때부터 아키히사의 친구. 키 162cm, 체중 48kg.
과묵한 성격으로 눈에 띄지는 않지만, 감춰진 호색한의 마음과 그것을 감추려고 하는 한결같은 모습으로부터 〈과묵한 성직자(性識者. '聖識者'가 아님) 무츠리니〉(무솔리니의 패러디. 무츠리스케베(과묵한 호색한)의 줄임말이기도 함)라고 불린다.
성적은 아키히사 다음 갈 정도로 바보지만, 성에 관련된 지식만큼은 풍부하고 탐욕스러워 수비 범위는 초등학생까지. 그러나 실제로는 그저 망상 레벨만으로도 대량으로 코피를 뿜을 정도로 숫기가 없다. 그 출혈량은 수혈 팩이 몇 개나 필요할 정도. 최근에는 이미 과묵한 호색한 수준이 아닌, 대놓고 하는 호색한이 되어가고 있다. 1학년 때에는 정보 조작과 은밀 행동으로 일부의 학생 이외에게는 '무츠리니'라는 것이 잘 알려지지 않았지만, F반이 된 첫날에 유지에게 들켜버려 이후 주위 사람들이 본명을 잊어버릴 정도가 된다. 아키히사나 히데요시의 사진이나 베개의 (암거래)판매원. 뒤에서는 무츠리 상회(아키히사 왈)를 운영하고 있어, 디지털 카메라, 도청기 등의 정보 수집용 자금이 되고 있다(고객은 아키히사, 히메지나 쿠보, 그 외 다수).
잘 하는 과목은 당연히 보건체육으로, 그 실력만큼은 A반을 압도하고 때로는 담당 교사를 상대할 정도의 성적. 3권에서는 오오시마 선생(보건체육 담당 선생)과 쿠도 아이코를 2:1 로 상대하여 774점이란 압도적 점수로 승리한다. 본인 왈 "신념은 불가능을 가능케 해" 라고 한다(단, 그 신념이란 게 여탕 훔쳐보기 관련이라고 하는 문제가 있다).
또한 요리나 재봉 등도 잘 하며, 본인 왈 '신사의 소양'이지만 모든 것은 감춰진 속셈의 부산물. 현대에 소생한 닌자라는 칭호를 얻을 정도로 '정보원'에서 첩보, 탐색, 암살, 피킹 기술이 우수하여, 뒤에서는 전문가로써 상시, 전투시 모두 귀중하게 여겨지고 있지만, 그 전부가 법에 저촉되는 기술이기 때문에 들키면 모든 것이 끝나는 줄타기 인생이다.
휴대전화는 갖고 있지 않은데, 그 이유는 본인 왈 '만일의 경우에 핸드폰이 울리면 곤란하다'라는 듯하다.
형제가 많은데 위로는 형2명 아래로는 여동생1명이다. 큰 형인 소우타,둘째 형인 요우타,셋째인 코우타,넷째인 히나타가 있다.
소환수의 장비는 닌자 장비에 소태도 쌍수검 또는 카메라. 팔찌의 특수 능력은 '가속'. 이것에 의한 고속 이동과 공격을 자주 사용한다. 오컬트판은 뱀파이어. 영향받은 본질은 당연히 '여자를 좋아함(또는 피에 굶주려 있다는 면에서도)'. 그 상태의 특수 능력은 몸놀림이 빨라지는 가속. 8권 이후(장비 리셋)의 장비는 상급 닌자 장비와 카타나로 변경되었다.
키노시타 히데요시 (木下 秀吉 기노시타 히데요시[*])
성우: 카토 에미리/미즈하라 카오루, 브리나 펄렌시아
후미즈키 학원 고등부 2학년. F반 소속. 1학년 때부터 아키히사의 친구.
F반에서는 제법 희귀한 상식인이지만, 그 때문에 친구들에게 좌지우지되기 십상. 할아범 말씀으로는 희대의 미소녀라고 불릴 정도의 외관의 소유자이지만, 실은 훌륭한 남성. 그 사랑스러움은 신문부 주최의 '여장이 어울리는 남학생 랭킹'에 노미네이트되었음에도 불구, 심의 결과 '부당하다'란 이유로서 랭킹에 반영되지 않았을 정도. 마침내 여성들로부터도 완전히 성별을 잊어버릴 정도가 되었지만 유일하게 (아키히사의 누나인) 아키라만이 남자로 인식하고 있다. 심지어 남자라고 인식되는 이유조차 바보에다 못생긴 자기 동생한테 여자친구가 생길리 없다는 이유때문 합숙 시에는 (본인과 주위의 안전을 위해) 탈의도 목욕탕도 개인실을 사용하도록 학교 측으로부터 배려받았으며, 교내에서 히데요시는 제 3의 성별 〈히데요시〉라는 설이 퍼지고 있을 정도. 심지어 전교에서 히데요시만 체육복 색깔이 다르다 여자들은 빨간색 남자들은 파란색 히데요시만 녹색이다. 아키히사와 마찬가지로 그의 사진도 뒤에서 매매되고 있어 그 가격은 아키히사의 여장 사진의 5배로 거래되고 있다. 본인은 남자로 취급되지 않는 것을 유감스럽게 생각하지만, 아키히사에게 이성으로 다뤄지면 뺨을 붉히거나, 바보 친구라고 하면 기뻐하거나, 미묘하게 논점이 어긋난 태클을 넣는 등 그렇게 싫지만은 않은 듯한 느낌이 든다. 결론적으로 이 인물도 그다지 정상은 아니다.
연극부 소속이며, 특기는 성대모사로 여자 목소리도 남자 목소리도 자유자재. 또한 본인이 내키지 않아 하는 것에도 과도한 연극혼 때문에 일단 상황이 시작되면 완벽하게 대응해 버린다. 그가 F반에 소속되어 있는 것은 연극에 너무 빠져버린 탓에 학업이 소홀해져 왔기 때문이다. 특히 약한 과목은 고전문학 쪽인 듯.
가련한 외모에 어울리지 않게 감자의 싹(독)을 먹어도 괜찮을 정도의 위장(본인 왈 '철의 위장')을 가지고 있지만, 미즈키의 삼도천 도시락 앞에서는 어이없게 격침.
이름의 유래는 도요토미 히데요시와 그의 옛날 이름 키노시타 도키치로.
소환수의 장비는 청색 바지에 치도(薙刀). 오컬트판은 고양이 아가씨(네코미미). 영향받은 본질은 두말할 것도 없이 '귀여움'.8권 이후(장비 리셋)의 장비는 하오리와 언월도로 변경되었다.
여담이지만 〈이 라이트 노벨이 대단해!〉의 2009년판에 있어서 남성 캐릭터의 1위, 여성 캐릭터에 있어서도 10위, 총합 2위라는 남녀 양쪽으로 대활약을 보여주었다.
심지어 2010년에는 남성 캐릭터 1위 여성캐릭터 7위 총합 1위로 오히려 순위가 더 올라갔다 이때 독자 엽서로 그 유명한 명언인"히데요시를 싫어하는 남자는 없어요!"가 나왔다.
스가와 료 (須川 亮 스가와 료[*])
성우: 고토 케이스케, 크리스 버넷
후미즈키 학원 고등부 2학년. F반 소속. 주요 멤버들을 제외한 조연 학생들 중에선 비교적 등장이 많은 학생으로 양공 작전을 자신있어 하지만 손해보는 역할이 많다. 중화요리에 있어 특출나다. 교내 신문에서 다루어질 정도로 실연횟수가 많다.(소설에서는 항상 기사가 연기된다.) 그 때문에 FFF단의 이단 심문회(이성과 엮이는 녀석을 처벌하는 것이 목적. 공개처형과 같은 뜻)의 회장을 맡고 있다. 그렇지만 본인이 여자친구를 사귀기위해 노력하다 이단심문회에 쫓기기도 한다.
소환수의 장비는 흰색 도복에 곤봉. 오컬트판은 좀비. 영향받은 본질은 '썩은 근성'. 덤으로 이 특성은 다른 F반 남학생 모두에게 해당한다.
그 외 학생(50음도 순)
아사쿠라 마사히로
우도 스미요시
엔도 켄스케
키미지마 히로시
쿠도 신야
쿠보
콘도 요시무네
사이토
시바사키 코
스즈키
세토
타카하시
타카시로 아츠야
타나카 아키라
테즈카
토도
토자와
니시무라 유이치로
닛타
네기시
노무라 잇페이
하라다 노부타카
후다
후쿠무라 코헤이
호츠타 키이치
마나카 타츠오
무토 케이타
무히로 타다시
모리카와
요코타
요코미조 코지

#### FFF단
후미즈키 학원전체의 질서를 지키기 위한다고 광고하지만 F반 남학생들 중에 연인이 있는 사람이 없어서 만든 단체다.쉽게 말해서 솔로부대라고 이해하면 된다. 같은 반 내의 누군가가 연인이 생겼다든가 혹은 러브레터를 받았다든가 하는 그런 사건이 벌어지기만 하면 그 즉시 반 전체가 처형수들로 돌변하여 목표 대상을 붙잡고 이단 심문회를 개최, 처절한 응징을 가한다. 이단 심문회가 열리면 빠른속도로 조직화돼서 이단자를 추격한다. 이 이벤트에 참여하지 않는 건 미즈키, 미나미, 히데요시 셋 뿐이다.(다만 만일 아키히사가 그 대상인 경우, 그리고 아키히사와 연관된 그 여성이 미즈키와 미나미 두 사람이 아닌 경우에 한해서는 이 두 사람 역시 진심으로 살의를 일으키는 처형수가 되어버린다) 주로 걸리는 사람은 주인공 보정으로 여자들이 꼬이는 아키히사와 쇼우코와 엮이는 유우지 아주 가끔씩 약한 처벌이 내려지기도 하나 보통 사형이나 고문한다.
9.5권에서는 회원수가 2학년 남자의 60%로 증가했으며 고발에 대해 249%의 검거율을 보인다.
월급은 1AP(5AP(아키양 사진)으로1HP(히데요시 사진)와 교환가능하다)이다.

### 그 외의 반 및 학년

#### A반
학원 내 최고 성적 보유자 50명의 반. 교실 앞에는 대형 스크린(전자 칠판)이 설치되어 있고, 각 학생들에게는 개인용 냉장고(음식 및 과자가 들어간다), 개인용 에어컨, 노트 컴퓨터, 리클라이닝 시트, 시스템 책상 등의 지급되어 있으며, 교실의 수준도 고급 호텔 수준의 다른 반과 비교해도 특권적인 설비를 자랑한다.
키리시마 쇼코 (霧島 翔子 기리시마 쇼코[*])
성우: 이소무라 토모미/효세이, 제이미 마키
후미즈키 학원 고등부 2학년. A반 대표로 학년 수석. 문무양도를 겸비한 재원.
긴 흑발이 인상적인 과묵한 미소녀로 그 아름다움 덕분에 남녀 관계 없이 인기가 있다. 하지만 남자로부터 온 고백은 모두 거절하고 있기 때문에, 일부는 동성애자가 아닌가 하고 의심을 가지기도 했지만 실은 유지의 소꿉친구로, 옛날부터 그를 계속 좋아해 왔기 때문에 그런 것이다. 보통의 침착한 행동과는 정반대로 유지에 대한 대시는 적극적이며, 실로 여러 가지 방법으로 결혼을 강요하고 있다. F반과의 시소전쟁에 승리했을 때, 유지와 명목상의 연인이 된다. 이미 사카모토 가(家)의 인감 도장을 입수해, 유지와의 결혼 서류를 변호사에게 넘겼기 때문에 본인 왈 '약혼자'인 듯하다. 유지의 어머니와는 사이가 양호하다. 그에 비해 유지에 대한 행동은 완전히 불합리 그 자체로, 그에겐 거의 죄가 없음에도 불구하고 뭔가 문제가 생기기만 하면 유지의 얼굴을 가리거나 손가위로 눈을 서슴없이 찌르고, 아이언 클로의 먹이로 주는 일도 있다.
주위에서는 '아가씨'라고 불리거나 유지가 데릴사위로 들어가는 것을 두려워하는 일 때문에 집이 제법 자산가 집안이 아닌가 하고 생각되기도 하며, 실제로 집안도 좋은 것 같다.
소환수의 장비는 무사갑옷에 일본도.
키노시타 유코 (木下 優子 기노시타 유우코[*])
성우: 카토 에미리/미즈하라 카오루, 브리나 펄렌시아
후미즈키 학원 고등부 2학년. 히데요시의 쌍둥이 누나로, 이란성 쌍둥이임에도 불구하고 히데요시와 쏙 빼닮은 용모를 가지고 있다.
보통은 밝은 성격으로 품행방정한 우등생이지만 실은 귀차니스트로 집에서는 거의 속옷 차림으로 생활하거나, 히데요시에게 엄격하게 대해 온갖 관절을 반대 방향으로 돌리는 등 폭력적인 면도 있다.
자신까지 이상하게 취급될 수 있기 때문에, 히데요시가 무슨 일이 있어 여장하는 것을 별로 기분 좋게 생각하지 않아, 발견한 즉시 엄격하게 꾸짖는다.
6.5권에서는 노래를 못하지만 우등생의 이미지를 유지하기 위해 히데요시와 잠깐 바꿔서 수업을 들었지만 히데요시와 다른 사람의 대화때문에 '항상 속옷을 걸치지 않고, 귀여운 여자애랑 어린 남자애를 물색한다'는 소문이 퍼졌고 히데요시는 '가슴이 자란다'는 소문이 퍼졌다.
9권에서는 요시이 아키히사에게 과자를 주며 '이성으로서는 아니지만 애완용으로는..'이라는 영문모를 말을 한다.
원작에서는 소환수에 대한 묘사는 특별히 없고, 애니메이션의 경우 기병용 랜스에 히메지의 소환수와 같은 중세식 갑옷을 입고 있는 모습으로 표현된다. 오컬트버전으로는 고양이이며, 본질은 '내숭쟁이'.
쿠도 아이코 (工藤 愛子 구도 아이코[*])
성우: 난조 요시노, 트리나 니시무라
후미즈키 학원 고등부 2학년.
매우 짧은 쇼트컷 머리로 보이시한 느낌의 여자아이이다. 1학년 말에 온 전학생이며, 코타와 같이 보건체육을 잘 하며, '실전파'라 자칭하고 있다. 하지만 그럼에도 불구하고 코타에게는 적수가 되지 않아 큰 차이로 지기 때문에, 그 후 코타의 라이벌적인 존재가 된다. 다른 사람을 잘 놀리며, 특히 성희롱적인 발언으로 아키히사를 놀려먹고 있다. 5권에서는 코타에게 호의가 있는 듯한 장면도 있었지만 진상은 아직 밝혀지지 않았다.
소환수의 장비는 세일러복에 도끼. 팔찌의 능력은 전기가 추가된 도끼. 오컬트판은 달걀귀신. 영향받은 본질이나 특수능력은 불명이지만 일순간 전라가 되어 적을 쓰러뜨리고, 다시 옷을 입는 재빠른 솜씨를 보였다.
쿠보 토시미츠 (久保 利光 구보 도시미쓰[*])
성우: 테라시마 타쿠마, 조엘 맥도널드
후미즈키 학원 고등부 2학년. 학년 차석의 실력이지만, 그것은 미즈키가 분반 시험을 중도에 포기했기 때문이다. A반 남학생들의 대표격. 안경이 트레이드 마크이다.
냉정하고 침착한 성격의 쿨 가이지만, 실은 동성애자로 아키히사를 좋아한다(이전까지는 정상적으로 이성을 좋아했던 듯 함). 아키히사가 관계되면 넋을 잃어버릴 정도다. 자신의 성적 기호에 고민했던 때가 있었지만, 강화합숙에서 아키히사의 말을 잘못 받아들여 커밍아웃해버린다. 이래 '무츠리 상회(아키히사 명명)'의 단골고객이 되어있다. 요시미츠라는 남동생이 있다.
통상시의 소환수에 대한 묘사는 특별히 없다. 오컬트판은 '사람을 현혹시키는 신'. 영향받은 본질은 사람으로서의 길을 헤매고 있다는 점.
원작자 왈, 실은 처음에는 동성애자가 아닌 라스트 보스적인 캐릭터가 될 예정이었다고 한다.
아키히사의 여장 모습을 보고 얼굴을 붉혔으며, 그러자 쇼코가 버튼을 눌러 아키히사를 탈락시켜버렸다. 좌절한 듯 보이는 표정이 포인트.
그 외 학생
이이지마 타쿠야
쿠리모토 라이타
콘노 요헤이
사토 미호
토키토 마사히로
하나오카 레이
모리 효우에
요코타 나나

#### B반
설비의 상세 상황은 불명이지만, 에어컨은 있는 듯하다(한때 D반에게 파괴되었지만, 이후 어떻게 되었는지는 불명).
네모토 쿄지 (根本 恭二 네모토 교지[*])
성우: 테라이 토모유키, 토드 해버콘
후미즈키 학원 고등부 2학년. B반 대표. 비겁한 수단을 사용하는 일로 유명하다. F반과의 시소전쟁 때는 F반의 샤프를 부러뜨리는 등의 방해공작이나 교사의 납치, 인질을 잡는 등의 행위도 지시했지만, 미즈키를 러브레터로 협박하고 있었던 것이 아키히사의 노여움을 사, 아키히사의 앞뒤를 생각하지 않는 행동(벽의 파괴)과 유지의 작전 앞에서 패배하고 만다. 게다가 평소의 행동이 화가 되어 B반 학생들에게 여장 모습을 찍힌 네모토 쿄지 사진집 〈다시 태어난 나를 봐 줘요!〉가 만들어져 버리고 만다. 덤으로 문화제에서는 이 사진집이 원인이 되어 사귀고 있던 C반의 코야마 유카에게서 이별 선언을 들었지만 실제로 헤어졌는지는 불명.
그 외 학생
이가와 켄고
이리에 마미
이와시타 리츠코
오노 아키라
카카야 칸
카사이 신이치
키쿠이리 마유미
킨다이치 카오리
킨다이치 유코
쿠도 신지
사토이 마유코
사나다 유카
스즈키 지로
다나카 레이
노나카 나가오
야마모토
요시다 타카오
요시노 타카유키

#### C반
코야마 유카 (小山 友香 고야마 유카[*])
후미즈키 학원 고등부 2학년. C반 대표. 쿄지의 여자친구였지만 문화제 시소전쟁 때 유지의 작전에 의해 그의 여장 사진을 입수. 시합 종료 후, 이별을 선언. 이후 쿄지가 억지로 키스하려들면서 완전히 정나미가 떨어졌다.
상당한 자존심이 강하고 자기중심적인 성격을 가지고 있어, 유우코로 변장한 히데요시에게 '암퇘지'라는 소리를 듣고 분을 못 이겨 A반에 선전포고하는 모습등을 볼 수 있다.
어떤 의미에서는 쿄지의 여성판이라고 볼 수 있는 캐릭터.
상당한 여장부인탓에 같은 반 남자들도 벌벌떤다고 한다.
다도부 소속으로 같은 동아리의 3학년 고쿠레를 따르며 조언을 받아 F반을 궁지로 몰아넣었다.
그 외 학생
에노키다 카츠히코
오카지마 쿠미
오오타 렌
오오노 토오루
이즈미 코타로
카와세 마사토
쿠로사키 토오루
코베 신고
스즈키
타카다 미츠히코
테라사키 타카시
토야마 헤이타
나카무라
노구치 잇신
노노무라 미츠루
니이야마 타케시
니누마 쿄우코
무라타 나나
야마시타 키요미
요코오 토모에
요시오카 이츠지

#### D반
'조금 빈약한 보통 고등학교 수준'의 설비를 가지고 있다. 에어컨은 없다. 그 이외의 상세 상황은 불명이지만, 반 대표의 태도로부터, F반과의 차이는 꽤 심한 것으로 보인다.
시미즈 미하루 (清水 美春 시미즈 미하루[*])
성우: 타케타츠 아야나, 크리스티 캉
후미즈키 학원 고등부 2학년. 롤 머리를 트윈테일로 묶고 있다.
동성애자로 좋아하는 타입은 날씬한 타입의 빈유 미인. 그 때문에 미나미에게 반하고 있어, 그녀를 같은 학년인데도 '언니'이라고 높여 부르고 있다. 미나미를 갖기 위해서는 수단을 가리지 않고, 틈만 나면 보건실 침대에 데려가려고 하는 위험인물. 도촬이나 도청이 특기라는 의외의 면이 있으며, 교내에서 비밀리에 그것들을 매매해 이익을 얻거나 협박하거나 하고 있다. 꽤 연계가 들어가 있는 듯해서 이전에 모친에게 들켜버린 탓에 말 그대로 엉덩이에 뜸을 뜬 적이 있기 때문에, 아직도 화상의 흔적이 남아 있다. 집은 역 앞의 인기 찻집 '라·페디스'.
미나미가 아키히사에게 호의를 가지고 있는 것을 알고 있기 때문에 아키히사를 섬멸할 계획을 세우고 있으며, 남자는 자신의 부친도 포함해 모두 '돼지'라고 부르고 있다.
소환수의 장비는 서양 갑옷에 양날검. 오컬트판은 쿠보와 같은 이유로 '현혹시키는 신'.
히라가 겐지 (平賀 源二 히라가 겐지[*])
성우: 오카모토 노부히코/코시다 나오키, 마이카 솔러소드
후미즈키 학원 고등부 2학년. D반 대표.
그 이름때문에 "간달브가 아니냐"란 말을 듣는듯.
애니, 소설등을 통틀어 등장하는 캐릭터들중 가장 평범하고 정상적인 성격을 가졌다. 어째서 평범한게 개성이 되는지는 모르겠지만.
타마노 미키
후미즈키 학원 고등부 2학년.
1권에서는 히라가 겐지를 공격하려는 아키히사를 막는다. 6.5권에서 F반의 스가와 료가 고백을 하지만 아키양을 좋아한다는 얘기를 했다. 8권에서 여장을 위해 옷을 갈아입던 아키히사에게 고백하지만 좋아하는 사람이 있다고 듣고 누구냐고 물었지만, 아키히사가 원흉이 누굴까 생각하다가 유우지를 외쳤다. 마음속으로 아키히사를 아키양이라 부른다.
그 외 학생
오노데라 유코
카가와 노조미
사사지마 케이고
스즈키 이치로
스즈키 유타
타마노 미키
츠카모토
나카노 켄타
야마도 미카

#### E반
동아리 활동을 중심으로 학원 생활을 하고 있는 학생이 대부분이며, 동아리 활동에 매진하고 있는 탓으로 성적이 나쁘지만 그만큼 체력과 운동신경은 상당히 뛰어나다. 한마디로 "체육계 반"
나카바야시 히로미
후미즈키 고등부 2학년. E반의 대표.
여자 테니스부의 에이스로 성격은 시마다와 비슷한 느낌이다. 토시미츠를 좋아하지만 토시미츠가 아키히사를 좋아한다는 사실을 알고 큰 충격을 먹는다. 7권의 소환수 야구경기에서 아키히사에게 데드볼을 맞자 아키히사에게만 계속 데드볼을 던졌다.
그 외 학생
오오무라 신타로
하나이 히로시
이이노 료
콘도 노보루
노노무라 케이타
소노무라 슈운야
후루카와 아유미
미나모토 료카
야마시타
유아사 히로부미
미카미 요시코: 애니메이션에서만 등장한다. E반의 학생으로 애니메이션에서 처음으로 전사한다. 전사뒤에 어떻게 되는지 보여준다.

#### 3학년
츠네무라 유사쿠 (常村 勇作 쓰네무라 유사쿠[*])
성우: 노무라 카츠히토, 코리 클리어리스토너
후미즈키 학원 고등부 3학년. A반 소속. 소프트 모히칸 머리를 하고 있으며, 나츠카와와 콤비를 이루고 있다. 수험공부 면제를 약속받아 학원의 전복을 도모하는 교감에게 협력하여, 아키히사와 유지의 시소전쟁 우승 방해에 가담한다. 시소대회의 결승전에서 아키히사들과 싸우지만 직접 모래를 뿌리거나 하는 등 비겁한 작전을 썼다. 히데요시에게 반해 있다.
나츠카와와 비교하면, 약간 더 냉정하고, 나츠카와만큼 심한 취급도 받지 않았다. 또한, 자신이 먼저 누군가를 괴롭히는 일도 적다(대부분 처음은 나츠카와).
히데요시를 좋아하고있다. 6권에서는 히데요시를 위해 직접 시를 읽음으로써 히데요시와 지켜보던 2학년 다수에게 정신적 피해를 주었다.
통상시의 소환수에 대한 묘사는 특별히 없다. 오컬트판은 지옥에 온 죄수에게 형벌을 가하는 '마두인신(馬頭人身)'으로, 영향받은 본질은 약자를 괴롭히는 행동.
나츠카와 슈운페이 (夏川 俊平 나쓰카와 슌페이[*])
성우: 미네 노부야, 오스틴 틴들
후미즈키 학원 고등부 3학년. A반 소속. 까까머리를 하고 있으며, 유사쿠와 함께 늘여름 콤비(유지 명명)이다. 아키히사들로부터 방해가 들켰을 때 아키히사에 의해 머리에 브래지어를 접착제로 붙여졌다. 또한, 담력시험 때에는 고딕 로리타 옷을 입혀, 2학년생의 다수에게 정신적인 피해를 주었다(그러나 그 후에 자신의 모습을 보게 되어, 자폭하고 만다). 아키히사일행들로부터는 변태로 인식되고 있다.
통상시의 소환수에 대한 묘사는 특별히 없다. 오컬트판은 지옥에 온 죄수에게 형벌을 가하는 '우두인신(牛頭人身)'로, 영향받은 본질은 츠네무라와 같다.
타카시로
3학년 수석이다. 그렇지만 잘속는다.
그 외 학생
[3-A]
이치하라 료지로
오오타케 키미코
킨다이치 신노스케
코구레 아오이
고토부키 미나토
콘도 요시후미
나카소네 미사오
나나미 켄이치
훗타 마사토시
[3-B]
후카미 신
로카 카나
[3-C]
이토 마사유키
카네코 히로시

### 1학년
린네

### 학원 관계자
토도 카오루 (藤堂 カヲル 도도 가오루[*])
성우: 후미즈키 군, 웬디 파월
후미즈키 학원의 학원장으로, 시험소환 시스템의 개발자. 원래 연구자였기 때문에 상당히 규격을 벗어난 부분이 많은 사람이며, 학생을 '놈들'이라고 부른 등 교육자에게 있을 수 없는 언동이 눈에 띈다.그 덕에 예의범절 안지키는 아키히사와 유우지 콤비에게는 거의 육두문자로 대화하고 있다 아키히사와 유우지도 대놓고 할망구라 부른다. 학원을 자신이 개발한 발명품의 실험장으로 생각하기도 하지만, 반대로 책임감이 강하고 자신의 죄를 인정하는 경우에는 학생 앞에서도 고개를 숙이는 일면이 있다.
시소전쟁의 상품과 교환으로 F반의 설비 개선을 아키히사와 유지에게 거는 등 제법 음험하지만 '가르치는 쪽도 그에 상응하는 학력이 필요'라는 교육 이념을 가지고 있어, 교사에게도 시험을 의무적으로 치게 하는 등의 의외의 교육자다운 면도 있다.
위에서 말한것처럼 학교를 실험장이라 생각하는 경향이 있기에 본심을 말하는 소환수나 저출산 대책으로 소환자의 특성을 융합, 예측하여 소환수로 아이를 만들어내는 실험을 한적도 있었다. 실험대상은 주로F반 이유는 점수가 낮아서 비상사태가 생겼을시 대처하기 쉽다는 이유 특히 본심을 말하는 소환수때 실수로 물리적으로 간섭할 수 있게 시스템을 넣어버려 소환자들(F반)의 의지로 소환수에게 쳐맞은적도 있다
'과정보다는 결과가 중요하다'라는 마음가짐으로, 시험성적에 관련한 개인적 사정을(병으로 쓰러질정도의 사정이라도)을 들어주지는 않지만, 애니 13화에서 실제로는 '학력만 뛰어난 사람은 썩어넘치게 많으며, 한 개인이 뛰어나 자기만을 위해 노력해봐야 얻을 수 있는건 거기서 거기.'라는 사상관을 갖고있음을 알려준다. 일종의 반면교사적인 교육방침.
니시무라 소이치(西村 宗一 니시무라 소이치[*])
성우: 오쓰카 아키오/사사키 다이스케, 켄트 윌리엄스
보충수업교사이자 생활지도 담당으로, 귀신 같기 때문에 학생들이 무서워하고 있는 교사이다. F반이 A반과의 시소전쟁에서 패배한 후 F반의 담임교사가 된다. 통칭 '철인'.
취미가 (별명의 근원이기도 한) 트라이애슬론(철인3종경기)인 초 육체파 교사로, 그 단련된 근육 덕에 자신의 가장 낮은 성적에서조차도 인간의 수 배의 괴력을 가진 소환수를 불러낼 정도이며, 소환수 없이도 성인남자의 몇 배의 힘을 지닌 아키히사의 소환수를 압도하는 힘과 육체를 지녔다. 레슬링에도 관심이 있다. 여름방학 보충수업에서는 F반의 학생이 배후에서 탈출하려고 하는 것을 눈치채는 등 인간같지 않은 스펙을 가지고 있다. 생활지도실을 근거지로 하고 있어, '규율을 어기는 것은 철권제재'라는 교육방침 때문에 전 학년의 남학생들로부터 두려움의 대상이 된다. 시소전쟁 때는 보충실습실의 관리를 맡고 있으며, 전사자에게는 '취미가 공부, 존경하는 것은 니노미야 킨지로'의 이상적인 학생으로 세뇌시키고 있다.
덤으로 등장인물 중에서 유일하게 히메지 요리의 위험성을 먹기 전에 눈치 챈 사람이다.
심하게 엄격한 반면, 학생 상담 등도 맡는 상냥한 교사. 또 의외로 꼼꼼하고 시간도 정확히 지키는 타입.
"우리 교사들은 너희들에게 모범을 보여야 하는 존재다. 그런데 도전하는 학생을 정면에서 받아내지도 못하고 뭘 가르칠 수 있다는 거냐?"라는 대사에서 학생에게 항상 체벌을 가하지만 교육위원회에 고소하는 사람이 아무도 없는지 이유를 조금이나 알 수 있다.
3권에서는 담임 교체 사건으로 교사용 시험을 치지 못하였기 때문에 소환수를 부를 수 없었다.
7권에서는 F반 남학생 47명 전원과 한꺼번에 싸워서 이겼다.
위에 말한것처럼 공포의 대상이지만 아키히사,유우지 콤비는 끝까지 개기기 때문에 이둘을 집중적으로 마크하고 있다
오오시마 타케시(大島 武 오시마 다케시[*])
보건체육 담당교사. 코타나 아이코에 있어서는 스승이라고 불릴 수 있는 존재. 체육교사이기 때문에, 옥상에서 밧줄을 타고 교실에 돌입하는 행동력을 가지고 있다.
후쿠하라 신(福原 慎 후쿠하라 신[*])
성우: 츠다 켄지로
당초 F반 담임이었지만, 시소전쟁 패배 때문에 담임직을 니시무라에게 인계한다. 애니메이션에서는 내레이션 역할을 맡게 된다.
후세 후미히로(布施 文博 후세 후미히로[*])
화학 교사. 정중한 말투를 쓴다.
후나코시(船越 후나코시[*])
수학 교사. 45세 독신으로 혼기를 놓쳐 마침내 학생으로 눈을 돌려 교제를 강요하게 된 위험인물. 아키히사에게 근처의 형을 소개받았다. 그 후 사귀게 되었는지는 불명.
타카하시 요코(高橋 洋子 다카하시 요코[*])
학년주임으로 2학년 A반 담임. 통칭 '타카하시 여사'. 종합과목 점수 7800점(학년수석의 2배 가까운 점수)을 자랑할 정도의 두뇌와 아키히사를 훨씬 뛰어넘은 소환수 조작 기술을 가진 재원. 7권에서는 야구 규칙을 몰라서 아웃당한다.9.5권에서는 팔불출의 모습을 보여 주의 사람들을 경악에 빠트리기도.
소환수의 장비는 군복에 채찍.
그 외 교사
이가라시 (화학)
엔도 (영어)
키노우치 (수학)
키무라 (물리)
타케우치 신스케(현대국어)
타케나카 (고전)
타케하라 (교감)
테라이 신스케 (현대국어)
다나카 (세계사)
하세가와 (수학)
무카이 (고전)
야마다 (영어 W)

### 학생의 가족
시마다 하즈키 (島田 葉月 시마다 하즈키[*])
성우: 히라다 마나/츠지 아유미, 린지 사이델
미나미의 여동생으로, 초등학교 5학년. 언니에게 선물을 사 주려고 했지만 돈이 모자라 고민하고 있던 차에 아키히사에게 도움을 받았다(그 사건이 원인이 되어 아키히사는 관찰 처분자가 되었다). 아키히사를 '바보 오빠'라고 부르지만 악의는 없고, 단순한 특징으로 사용했던 것이 그대로 굳어져 버린 것. 봉제인형의 답례로 그를 '신랑으로 만들어 줄게'라고 약속했기 때문에, 이미 그녀의 속에서는 약혼자 취급.
언니와 비슷하게 제법 사디스트(자각이나 악의는 없지만).
사카모토 유키노 (坂本 雪乃 사카모토 유키노[*])
유지의 모친. 유지와 피가 이어진 것을 의심할 정도로 온화한 언행의 여성. 실제 연령은 40대이지만 어떻게 봐도 20대 정도로밖에 보이지 않을 정도로 동안이기 때문에 자주 여대생으로 오해받곤 하지만 남편이나 아들은 손톱만큼도 믿지 않고 있다.
굉장한 천연 캐릭터이며, 메밀국수의 국물과 아이스커피를 헷갈리는 것 정도는 일상다반사로 과거에는 가재와 왕새우를 착각해서 식탁에 올린 적이 있기 때문에 거의 부엌에 들어가지 못하게 한다. 유지 왈 〈같이 있으면 태클 걸 곳이 너무 많아져서 피곤하다〉. 거기에 비하면 아들의 '비밀의 책(비유적 표현)'이 있는 장소를 완벽하게 파악하는 등 가볍게 볼 수는 없다.
취미는 뽁뽁이 터뜨리기로 눈 앞에 있는 것들을 모두 터뜨리기 전까지는 아무것도 하지 않을 정도의 집중력을 보여준다.
요시이 아키라 (吉井 玲)
성우: 이노우에 기쿠코, 칼리 모지어
요시이 가의 장녀로 아키히사의 누나. 23살. 동생과는 정반대의 두뇌를 소유하고 있으며, 하버드 대학 졸업, 스타일도 발군(E컵)으로 트집잡을 곳이 전혀 없는 미녀. 하지만 흥미가 없는 일은 쳐다보지도 않는 성격으로, 상식이 부족한 편이기 때문에 최근까지도 성게와 솥솔을 구별하지 못했을 정도.
자신에게도 타인에게도 엄격하게 '못하는 것은 할 수 있을 때까지 노력한다'라는 마인드의 소유자. 그 때문인지 머리도 나쁜데다가 노력할 마음도 제로인 남동생에게 하는 스킨십은 어떻게 봐도 학대로밖에는 보이지 않는다.
아키히사를 매우 좋아하며, 다른 여성을 접근시키지 않게 하기 위한 노력은 아끼지 않는다. 아키히사가 자취생활을 할 때에는 이성과 손을 잡는 것조차 금지시키고, 직접적인 폭력은 물론, 명예훼손 등의 음습한 수단도 가리지 않는 히메지들을 웃도는 독점욕의 소유자. 벌이라고 칭하는 '(자신이) 신부가 될 수 없게 만드는 뽀뽀'를 해서 그 책임을 지게 하려고 한다.
라·페디스의 점장
D반의 시미즈 미하루의 아버지로 이름 그대로 역 앞의 인기 찻집 '라·페디스'의 점장이며, 미하루가 남성혐오증에 걸린 근본 원인 재공자.
아내와 딸을 사랑하는 가장이지만 그 사랑의 표현 방법이 도를 넘었기 때문에 정작 아내와 미하루는 싫어하는 듯 하며, 결국 과도한 애정표현으로 아내와 미하루가 집을 나가버리자 완전히 실의에 빠져서 축 처지는 모습을 보여준다. 아르바이트를 하러 온 아키히사 曰 "뭔가 계기만 있으면 후지산의 숲(자살명소. 후지산의 바로 옆에 있는 숲은 굉장히 넓고 안에 들어가면 나무들이 너무 많아서 길을 잃어버리게 된다. 그렇기에 숲속에서 조난 당한 사람이 점점 숲안으로 들어가게 되어 숲밖으로 빠져나오지 못하고 숲속에서 죽게 된다.)로 갈 모습"이라고...
미하루에 대한 애정이 과도한 만큼 미하루가 연애를 하는 것을 엄청나게 싫어하고, 미하루가 좋아하는 시마다를 '딸을 꾀어낸 여자'라면서 습격하는등 재정신이 아닌 모습을 자주 보여준다.
현재는 같이 목욕할 것을 강요하다가 미하루에게 '세상에서 가장 먼저 사라져야 할 남자'로 인식된 상태.
참고로 "귀엽고 귀여운 천사(=미하루)에게 손을 대는 쓰레기"를 공격할 때는 무츠리니조차 추격하지 못할 정도의 엄청난 스피드를 보여준다.
쿠보 요시미츠
쿠보 토시미츠의 남동생으로 케이세이 중학교 3학년 C반이다. 남자(요시이 아키히사)가 그려진 안고자는 베게와 사진을 보고 후미즈키 학원으로 견학한다.
츠치야 히나타
츠치야 코우타의 여동생으로 케이세이 중학교 3학년 C반이다.

### 그 외의 등장인물
요시이 마음 속의 악마
요시이의 제2인격. 어느 쪽이냐고 하면 악마 쪽이 사실 더 상식적.
독자적인 사고 회로와 인격을 형성해 가는 것 같아, 요시이 본인이 눈치채지 못하고 있는 것을 지적하곤 한다.
요시이 마음 속의 천사
요시이의 제2인격. 어느 쪽이냐고 하면 천사 쪽이 도움이 안되는 의견을 내놓는 일이 많다.
악마 쪽이 요시이에게 의견을 피력하면 그 후에 나타나서는 반대 의견을 내놓는 등 일단 대립 성향을 취하는데, 근본적으로는 요시이에게 불행을 불러올 게 뻔한 행동 쪽을 주장하기 때문에 정말 천사가 맞기나 한지 의문.
요시이의 찍기 연필들
요시이의 객관식용 찍기 연필들이다.요시이는 이 연필들의 정답률이 높다고는 하지만 실제론 맞는게 거의없다. 한때 보물찾기에서 보물의 좌표를 알아내려 썼지만 정작 그 좌표로 찾은 것은 히메지가 만든 요리(독극물)이다. 그것으로 아키히사, 유우지, 무츠리니 3인이 리타이어.
- 스트라이커 시그마V (수학)
- 프러블럼 브레이커 (현대국어)
- 샤이닝 앤서 (역사)

## 용어

### 시험 소환 전쟁
약칭 〈시소전쟁〉. 아래의 규칙을 기반으로 해 행해지는 시험 점수를 사용한 반 대항전. 학원장 왈 〈'성적'을 가시화함으로써 학생들의 공부에 대한 모티베이션을 향상시킨다〉라는 것을 목적으로 한 시스템이다. 하지만 제대로 학력으로 승부하지 않고 잔꾀 같은 전략을 취하는 F반은 '시스템의 본질을 왜곡하고 있다'는 듯.

#### 소환수
과학과 오컬트와 우연에 의해 완성된 '시험소환 시스템'에 의해 모습을 나타내는, 소환자 본인을 데포르메한 80cm 정도의 2등신 모양의 분신.
시험의 점수에 비례한 힘을 가지고 있으며, 소환수에 의해 '설비가 다른 교실 상황'을 개선하기 위해 반 대항 전쟁 《시험소환 전쟁》(통칭 〈시소전쟁〉)을 행할 수 있다.
전투를 시키는 것이 목적이기 때문에, 한 자릿수의 점수를 가지고 있다 해도 상당한 힘을 가지고 있다(일반 성인의 힘을 뛰어넘을 정도). 하지만 실제로는 홀로그램 같은 것으로, 소환수가 만질 수 있는 것은 원칙적으로 다른 소환수 뿐이기 때문에, 특수한 처리가 된 후미즈키 학원 이외의 곳에서는 서 있는 것도 불가능하다.
시스템을 사용하기 위해서는 교사의 입회가 필요불가결이며, 교사가 전개하는 반경 10m 정도(개인차 있음)의 소환 필드 안에서만 사용이 가능하다. 단, 둘 이상의 교사가 동시에 같은 자리에서 필드를 전개해 그 두 필드가 서로 교차할 경우, '간섭'이라는 효과가 발생하여 두 필드가 전부 사라지고 소환 자체가 불가능해진다. 일단 간섭이 벌어지면 어느 한쪽이 필드 전개를 그만둘 때까지 소환은 못하게 된다.
조작하는 사람의 시험 점수로 힘이 정해지지만, 실제 전투에서는 소환수의 조작에 관련된 숙련이나 전술 등도 관계가 있기 때문에, 꼭 점수가 낮은 사람이 지는 것만은 아니다(예를 들어, 63점의 아키히사의 소환수가 163점의 소환수를 이길 수 있다는 것 등). 또한, 방어,타격을받을 때 혹은 소환수의 팔찌를 사용할 때에 시험 점수가 소비되며 자동으로 회복되지는 않기 때문에 성적이 좋은 사람이라도 계속 전투를 계속하면 전사해 버린다.전사 시에는 언제 어디서나 철인(니시무라)가 "0점이 된 전사자는 보충!"이러면서 맹렬한 스피드로 달려오는데 이거 은근 웃기다 심지어 아키히사는 언제 어디서 0점이 되든 그곳엔 꼭 철인이 있다 선생님 잼뚜껑 따주다가 아키히사가 0점이 되버렸을때가 있었는데 철인이 바로 옆자리에서 밥먹고 있었다. 다같이 수영장에서 놀고 목욕탕에 있다가 아키히사가 여탕 훔쳐볼 목적으로 소환수 불렀다가 여학생들 소환수에 발렸는데 이때도 탕속에서 "0점이 된 전사자는 보충!"이라면서 등장했다. 이정도면 거의 스토커. 점수 보급을 위한 시험은 자신의 교실에서 받을 필요가 있다. 공격을 받아 점수가 0이 되면 패배(전사)이지만, 전투 중의 가세도 가능하기 때문에 다른 학생의 지원으로 회피할 수도 있다. 또한, 시험 점수가 일정 이상인 학생의 소환수에게는 팔찌가 주어져 여러 가지 능력을 사용할 수 있게 하고 있다. 하지만 능력을 사용하는 만큼 점수도 많은 양을 소비하게 된다.
《관찰 처분자》인 아키히사와 교사의 소환수들에 한해서는 물리 간섭 능력을 가지고 있으며, 짐을 옮기거나 물체의 파괴 등을 행하는 것이 가능하다. 하지만 물리 간섭 능력을 가지는 소환수는 받은 데미지에 대한 피드백이 있기 때문에, 짐 운반의 경우 그에 따른 피로도 사용자에게 축적되며, 그 소환수로 시소전쟁을 실시해서 타격을 받았을 경우 타격의 고통도 같이 피드백된다. 그렇기 때문에 사용자가 피곤해지는 교사의 잡무는 《관찰 처분자》인 아키히사가 행하게 된다.
기동하는 키(key)는 〈시수 소환, 사몬〉.
1학기가 끝나면 시스템의 조정에 생긴 에러 때문에 오컬트적인 부분이 강조되어 버리며, 소환수의 모습이 리얼하게 묘사되는 것 뿐만 아니라 괴물화까지 되어버리는 경우가 발생한다. 어떤 괴물이 되는지는 소환자의 특징이나 본질에 의해 결정된다.

#### 백금 팔찌
새롭게 개발된 시험소환 시스템의 보조 아이템. 소환수가 아니라 학생이 장비하도록 되어 있다. 하지만 사용자의 점수(종합과목)가 일정 수준을 넘어버리면 폭주하기 때문에, 저득점자밖에 사용할 수 없다는 결점을 가지고 있다.
- 대리소환형

사용자의 점수에 따라 범위가 변하는 소환 가능장(필드)을 만드는 기능을 가지고 있다. 그 때문에 교사의 입회가 없어도 소환수를 불러내는 것이 가능하다. 사용하는 교과는 랜덤으로 결정된다. 단, 발동할 때마다 해당 교과목 점수가 소모된다는 단점이 있어 무작정 쓸 수는 없다. 현재는 유지가 소지.
기동 키는 〈기동(어웨이큰)〉.
- 동시소환형

사용자의 점수를 2등분하여 또 다른 하나의 소환수를 불러내는 기능을 가지고 있다. 그러나 주 소환수(메인)과 부 소환수(더블), 이렇게 두 소환수를 하나의 뇌로 제어해야 하기 때문에 조작에는 굉장한 집중력을 요하므로 장시간 사용은 힘들다.
자신의 점수가 해당 교과의 학년 평균점 정도만 되어도 폭주하기 때문에 현재는 아키히사밖에 사용할 수가 없다. 현재는 아키히사가 소지.
기동 키는 〈이중소환(더블)〉.

#### 그 외의 규칙, 관습
반별로 행해지는, 반과 반끼리의 소환수를 사용한 전쟁으로써, 상위의 반에게 이기면 그 반과 설비를 교체할 수 있게 된다(그렇기 때문에 상위 반에게 선전포고를 한 학생은 그 반의 학생들에게 린치를 받을 가능성이 농후하다. 예전에 아키히사는 유지의 명령에 의해 2번 선전포고를 한 적이 있었는데, 2번 모두 몰매를 맞고 돌아왔다.)
패배한 측이 하위 반인 경우에는, 설비가 한 단계 낮춰진다(F반의 경우, 밥상이 귤 상자가 되었다). 기본적으로 반 대표를 쓰러뜨릴 때까지 전쟁은 계속되지만, 양쪽 모두가 희망하는 경우 승패 없는 종결도 가능. 그 때문에 반 대표가 격파된 경우에도 격파한 측이 또다른 타협안을 제시하면 승패 결정 없이 끝나는 경우도 있을 수 있다. 승패가 결정된 경우, 패배한 반은 3개월간 다른반에게 시소전쟁을 선포할 수 없다(단, 승패가 발생하지 않은 경우에는 적용되지 않는다.) 이것은 전쟁의 수렁화를 막기 위한 방안.
일단 두 반이 서로 전쟁을 벌이고 나면, 그 전쟁의 결판이 났든 나지 않고 끝났든 간에 그 참가 반들은 혹시나 있을다음 전쟁에 문제가 없도록 시험 점수를 보충할 수 있는 기간이 주어지며, 그 기간 동안은 그 외의 다른 반은 그들에게 전쟁 선포를 할 수 없다. 전쟁을 이미 치른 반과 미리 준비를 하고 있던 반이 붙을 경우 전자 쪽이 불리해지지 않기 위한 규칙.
양쪽 반의 합의 하에, 시험만 사용하고 있으면 다른 방법(대표를 선출해 하는 일대일 대결 등)으로 승부를 가릴 수도 있다.
- 후미즈키 학원의 학습 설비의 탈취, 탈환 및 소환전쟁의 규칙

(※아키히사의 말에 의하면, 종종 개정되고 있으며 여러 가지 자잘한 규칙들도 있으나, 여기서는 한국판 1권에 실린 내용을 그대로 게재하였음)
1. 반 대항전을 원칙으로 한다. 각 과목 담당 교사의 입회하에 시험소환 시스템이 기동하고, 소환이 가능해진다. 덧붙여, 종합과목승부는 학년주임의 입회하에서만 가능하다.
2. 소환수는 각자 하나씩만 소유. 이 소환수는 해당 과목에서 가장 최근에 본 시험 점수화 비례한 힘을 갖는다. 종합과목에 대해서는 각 과목의 최신 점수를 합계한 것이 이에 해당한다.
3. 소환수가 소모되면 그에 정비례하여 점수도 감산되고 전사에 이르면 0점이 되므로, 전쟁을 벌이고 있는 동안은 보충수업실에서 보충수업을 수강할 의무가 있다.
4. 소환수는 결정적 타격을 입고 전사하지 않는 한 시험을 다시 보고 점수를 보충하여 몇 번이든 회복할 수 있다.
5. 상대가 소환수를 불러냈음에도 불구하고 소환을 행하지 않을 시에는 전투 포기로 간주하여 전사자와 마찬가지로 보충수업실에서 전쟁 종료까지 보충수업을 받는다.
6. 소환 가능 범위는 담당 교사의 주위 반경 10m 정도(개인 차이 있음).
7. 전투는 소환수끼리 행할 것. 소환자 본인의 전투 참가는 반칙 행위로써 처벌 대상이 된다.
8. 전쟁의 승패는 반 대표의 패배로만 결정된다. 이 승패에 대하여 교사가 인정한 승부인 한 경위와 수단은 불문에 붙인다. 철저히 시험 성적을 이용한 '전쟁'이라는 점을 늘 의식할 것.

### 바보 시험
이 작품은 군데군데에 끼어있는 시험의 답안과 그것에 대한 교사의 코멘트가 덤으로 들어 있다는 것이 특색이다. 가끔 아키라의 질문 코너나, 심리테스트, 설문 조사, 특별 코너 등이 나오기도 한다.
일반적으로 히메지의 답안이 모범 답안으로 나오며, 유우지와 코우타(=무츠리니), 아키히사등이 기상천외한 오답을 적어놓는 식.
단, 문제의 주제에 따라 히메지 이외의 학생의 답이 모범답안이 되는 경우가 있다.
예) 보건 체육 - 코우타, 독일어 - 미나미, 요리 - 아키히사(이 경우 히메지의 답안이 가장 기상천외한 오답이 된다).

## 관련 발행물 및 미디어믹스

### 소설
- 엔터브레인- 패미통 문고
  - 바보와 시험과 소환수 1권 (2007년 1월 29일 발매, ISBN 978-4-7577-3329-9)
  - 바보와 시험과 소환수 2권 (2007년 4월 28일 발매, ISBN 978-4-7577-3505-7)
  - 바보와 시험과 소환수 3권 (2007년 8월 30일 발매, ISBN 978-4-7577-3682-5)
  - 바보와 시험과 소환수 3.5권 (2008년 1월 30일 발매, ISBN 978-4-7577-3979-6)
  - 바보와 시험과 소환수 4권 (2008년 5월 30일 발매, ISBN 978-4-7577-4236-9)
  - 바보와 시험과 소환수 5권 (2008년 11월 29일 발매, ISBN 978-4-7577-4518-6)
  - 바보와 시험과 소환수 6권 (2009년 4월 30일 발매, ISBN 978-4-7577-4827-9)
  - 바보와 시험과 소환수 6.5권 (2009년 8월 29일 발매, ISBN 978-4-7577-5040-1)
  - 바보와 시험과 소환수 7.권 (2009년 12월 26일 발매, ISBN 978-4-04-726195-2)
  - 바보와 시험과 소환수 7.5권 (2010년 2월 27일 발매, ISBN 978-4-04-726313-0)
  - 바보와 시험과 소환수 8권 (2010년 8월 30일 발매, ISBN 978-4-04-726727-5)
  - 바보와 시험과 소환수 9권 (2011년 1월 29일 발매, ISBN 978-4-04-727031-2)
  - 바보와 시험과 소환수 9.5권 (2011년 06년 30일 발매, ISBN 978-4-04-727332-0)
  - 바보와 시험과 소환수 10권 (2012년 1월 5일 발매, ISBN 978-4-04-727647-5)
  - 바보와 시험과 소환수 10.5권 (2012년 9월 29일 발매, ISBN 978-4-04-728351-0)
  - 바보와 시험과 소환수 11권 (2013년 3월 30일 발매, ISBN 978-4-04-728752-5)
  - 바보와 시험과 소환수 12권 (2013년 11월 30일 발매, ISBN 978-4-04-729293-2)
- 대원씨아이- NT노벨
  - 바보와 시험과 소환수 1권 (2008년 12월 10일 발매, ISBN 978-89-252-3896-8)
  - 바보와 시험과 소환수 2권 (2009년 1월 10일 발매, ISBN 978-89-252-4015-2)
  - 바보와 시험과 소환수 3권 (2009년 3월 10일 발매, ISBN 978-89-252-4276-7)
  - 바보와 시험과 소환수 3.5권 (2009년 6월 10일 발매, ISBN 978-89-252-4680-2)
  - 바보와 시험과 소환수 4권 (2009년 8월 10일 발매, ISBN 978-89-252-4982-7)
  - 바보와 시험과 소환수 5권 (2009년 11월 15일 발매, ISBN 978-89-252-5383-1)
  - 바보와 시험과 소환수 6권 (2010년 4월 10일 발매, ISBN 978-89-252-6696-1)
  - 바보와 시험과 소환수 6.5권 (2010년 5월 15일 발매, ISBN 978-89-252-6281-9)
  - 바보와 시험과 소환수 7권 (2010년 8월 15일 발매, ISBN 978-89-252-6688-6)
  - 바보와 시험과 소환수 7.5권 (2010년 10월 15일 발매, ISBN 978-89-252-6815-6)
  - 바보와 시험과 소환수 8권 (2011년 2월 15일 발매, ISBN 978-89-252-7552-9)
  - 바보와 시험과 소환수 9권 (2011년 9월 15일 발매, ISBN 978-89-252-8614-3)
  - 바보와 시험과 소환수 9.5권 (2011년 12월 15일 발매, ISBN 978-89-252-9096-6)
  - 바보와 시험과 소환수 10권 (2012년 6월 15일 발매, ISBN 978-89-252-9969-3)
  - 바보와 시험과 소환수 10.5권 (2013년 3월 15일 발매, ISBN 978-89-6822-178-1)
  - 바보와 시험과 소환수 11권 (2013년 9월 15일 발매, ISBN 978-89-6822-747-9)
  - 바보와 시험과 소환수 12권 (2014년 5월 15일 발매, ISBN 979-1-156-25516-1)

#### 다른 작품과의콜라보레이션
- 콜라보앤솔로지 2 "문학소녀"는 가고일과 바보의 계단을 오른다 (2008년 10월 30일 발매, ISBN 978-4-7577-4484-4)

### 만화
한국어판으로 4컷만화와 코믹스가 출시되었다.
대원씨아이에서 발행

#### 본편
- 맛타쿠모스케, 유메우타에 의해 〈월간 소년 에이스〉 2009년 6월호부터 연재 중. 각권 5화씩.
  - 바보와 시험과 소환수 1권 (2009년 12월 26일 발간, ISBN 978-4-04-715358-5)
  - 바보와 시험과 소환수 2권 (2010년 2월 26일 발간, ISBN 978-4-04-715388-2)
  - 바보와 시험과 소환수 3권 (2010년 8월 25일 발간, ISBN 978-4-04-715498-8)
  - 바보와 시험과 소환수 4권
  - 바보와 시험과 소환수 5권
  - 바보와 시험과 소환수 6권
  - 바보와 시험과 소환수 7권
- 대원씨아이
  - 바보와 시험과 소환수 1권 (2011년 1월 7일 발간, ISBN 978-89-252-7336-5)
  - 바보와 시험과 소환수 2권 (2011년 2월 15일 발간, ISBN 978-89-252-7469-0)
  - 바보와 시험과 소환수 3권 (2011년 3월 21일 발간, ISBN 978-89-252-7592-5)
  - 바보와 시험과 소환수 4권 (2011년 6월 2일 발간, ISBN 978-89-252-7945-9)
  - 바보와 시험과 소환수 5권 (2011년 10월 25일 발간, ISBN 978-89-252-8682-2)
  - 바보와 시험과 소환수 6권 (2012년 4월 6일 발간, ISBN 978-89-252-9581-7)
  - 바보와 시험과 소환수 7권 (2012년 12월 15일 발간, ISBN 978-89-6725-660-9)

#### 외전
- 키노시타 히데요시를 주역으로 한 외전 코믹스로, KOIZUMI에 의해 〈월간 소년 에이스〉 2010년 2월호부터 연재중. 타이틀은 〈바보와 시험과 소환수일세〉.
- 바보와 시험과 소환수일세1 (2012년 4월 6일 발간, ISBN 978-89-252-9583-1)
- 바보와 시험과 소환수일세2 (2012년 10월 15일 발간, ISBN 978-89-6725-348-6)

#### 웹코믹
- 패미통 코믹 클리어에서 namo에 의해 연재되는 웹코믹. 타이틀은 〈이것이 우리들의 일상〉.
- 대원씨아이- NT Comics
  - 바보와 시험과 소환수SPINOUT! 이것이 우리들의 일상1 (2010년 11월 30일 발간, ISBN 978-89-252-7261-0)
  - 바보와 시험과 소환수SPINOUT! 이것이 우리들의 일상2 (2011년 4월 2일 발간, ISBN 978-89-252-7751-6)
  - 바보와 시험과 소환수SPINOUT! 이것이 우리들의 일상3 (2011년 9월 28일 발간, ISBN 978-89-252-8783-6)
  - 바보와 시험과 소환수SPINOUT! 이것이 우리들의 일상4 (2011년 12월 28일 발간, ISBN 978-89-252-9094-2)
  - 바보와 시험과 소환수SPINOUT! 이것이 우리들의 일상5 (2012년 10월 25일 발간, ISBN 978-89-6725-607-4)

/
- Edit by Alpha-Galaxy in 2013.02.27

### 드라마 CD
- 무빅
  - 바보와 시험과 소환수 vol.1　(2008년 5월 23일 발매)
  - 바보와 시험과 소환수 vol.2　(2008년 12월 19일 발매)
- 란티스
- 란티스에서 발매한 드라마CD는 성우가 본편과 동일하다.
  - 바보와 시험과 소환수 vol.3　(2010년 9월 22일 발매)

## 애니메이션
2010년 1월 6일부터 TV 도쿄 등의 방송국에서 방송을 개시.
2011년 7월 2기 방영

### 제작진
- 원작: 이노우에 켄지
- 기획: 이와사키 아츠시, 시바타 유, 이노우에 슌지, 마츠나가 요시유키, 카네코 이츠토
- 시리즈 구성: 타카야마 카츠히코
- 캐릭터 원안: 하가 유이
- 캐릭터 디자인: 오오시마 미와
- 색채설계: 코와타 미유키
- 미술감독: 아즈마 코지
- 촬영감독: 나카니시 야스스케
- 편집: 타구마 준
- 음악: 니지네
- 음악 프로듀서: 사이토 시게루
- 음악제작: 란티스
- 프로듀서: 아라타 타츠히로, 타치사키 타카시, 이토 요시유키, 와다 요스케
- 어시스턴트 프로듀서: 카와모토 사치
- 애니메이션 프로듀서: 카네코 이츠토
- 감독: 오오누마 신
- 애니메이션 제작: SILVER LINK.
- 제작: 바보와 시험과 소환수 제작위원회

### 주제가
오프닝 테마 〈Perfect-area complete!〉
작사: 하타 아키, 작곡・편곡: 마에야마다 켄이치, 노래: 아소 나츠코
엔딩 테마 〈바보 고 홈(バカ・ゴー・ホーム)〉(제 1문~제 6문, 제 10문~ 테마곡)
작사: bamboo, 작곡: 一番星☆光, 편곡: 미야자키 쿄이치, 노래: milktub과 바카테스 올스타즈
엔딩 테마 〈맑음 그리고 때때로 미소(晴れときどき笑顔)〉(제 7문~제 9문 테마곡)
작사・작곡: yozuca*, 편곡: 구로스 가쓰히쿠
노래: 하라다 히토미(히메지 미즈키 役), 미즈하시 카오리(시마다 미나미 役), 카토 에미리(키노시타 히데요시 役), 이소무라 토모미(키리시마 쇼코 役)
2기 오프닝 테마 〈너+수수께끼+나=JUMP!! (君+謎+私でJUMP!!)〉
작사: 畑 亜貴 (하타 아키), 작곡 / 편곡: 高瀬 一矢 (타카세 카즈야), 노래: Larval Stage Planning
2기 엔딩 테마 <Eureka Baby (エウレカベイビ)>
작사: , 작곡 / 편곡: , 노래: 아소 나츠코
2기 엔딩 테마 <바보와 독방과 고독한 밥 (バカと個室と孤獨飯)>(제 7문 테마곡)
작사: , 작곡/편곡: , 노래: milktub
2기 엔딩 테마 <Hi-Ho!!> (제 11문 테마곡)
작사: , 작곡/편곡: , 노래: milktub
OVA 오프닝 테마

OVA 엔딩 테마

### 방영 정보
| 회      | 제목/번역                                                                               | 방영일자  | 각본              | 콘티            | 연출                          | 작화감독 | 총작화감독                |
| ------- | --------------------------------------------------------------------------------------- | --------- | ----------------- | --------------- | ----------------------------- | --- | ------------------------- |
| 제 1문  | バカとクラスと召喚戦争 바보와 클래스와 소환전쟁                                         | 2010/1/6  | 타카야마 카츠히코 | 오오누마 신     | 오오누마 신                   | 노다 메구미 야시로 키미코 長谷川亨雄 | -                         |
| 제 2문  | ユリとバラと保健体育 백합과 장미와 보건체육                                             | 2010/1/13 | 타카야마 카츠히코 | 사이토 요시나리 | 사이토 요시나리               | 와타베 케이타 사사키 타카히로 | 오오시마 미와             |
| 제 3문  | 食費とデートとスタンガン 식비와 데이트와 스턴 건                                        | 2010/1/20 | 타카야마 카츠히코 | 와타나베 신이치 | 와타나베 신이치               | 마츠우라 사토미 타케모리 유카 야시로 키미코 노다 메구미 | 오오시마 미와             |
| 제 4문  | 愛とスパイスとお弁当 사랑과 향신료와 도시락                                             | 2010/1/27 | 타카야마 카츠히코 | 아오키 에이     | 요시모토 타케시               | 와타나베 아야미 | 오오시마 미와             |
| 제 5문  | 地図と宝とストライカーシグマⅤ 지도와 보물과 스트라이커 시그마Ⅴ                          | 2010/2/3  | 타카야마 카츠히코 | 와타나베 신이치 | 후쿠다 준                     | 타케모리 유카 노다 메구미 마츠우라 사토미 야마요시 카즈유키 冨田佳亨                                                                                       | 오오시마 미와             |
| 제 6문  | 僕とプールと水着の楽園―と、 나와 수영장과 수영복의 낙원―과,                             | 2010/2/10 | 타카야마 카츠히코 | 이와하타 코이치 | 츠치야 야스오                 | 長谷川亨雄 이노우에 요시카즈 타니구치 시게노리 | 오오시마 미와 노다 메구미 |
| 제 7문  | 俺と翔子と如月グランドパーク 나와 쇼코와 키사라기 그랜드 파크                           | 2010/2/17 | 타카야마 카츠히코 | 오오누마 신     | 사사하라 카몬                 | 노다 메구미 마츠우라 사토미 야마요시 카즈유키 타케모리 유카 이시다 케이이치 長谷川亨雄 冨田佳亨 모리마에 카즈나리                                          | 오오시마 미와             |
| 제 8문  | 暴走と迷宮と召喚獣補完計画 폭주와 미궁과 소환수 보완계획                                | 2010/2/24 | 타카야마 카츠히코 | 사이토 요시나리 | 사이토 요시나리               | 와타베 케이타 사사키 타카히로 | 오오시마 미와             |
| 제 9문  | キスとバストとポニーテール 키스와 버스트와 포니테일                                     | 2010/3/3  | 타카야마 카츠히코 | 호소다 나오토   | 요시모토 타케시               | 와타나베 아야미 | 오오시마 미와             |
| 제 10문 | 模試と怪盗とラブレター 모의고사와 괴도와 러브레터                                       | 2010/3/10 | 타카야마 카츠히코 | 와타나베 신이치 | 와타나베 신이치               | 노다 메구미 타케모리 유카 마츠우라 사토미 야마요시 카즈유키 長谷川亨雄 모리마에 카즈나리 이시다 케이이치 타니구치 시게노리                                 | 오오시마 미와             |
| 제 11문 | 宿敵と恋文と電撃作戦 숙적과 연애편지와 전격작전                                         | 2010/3/17 | 타카야마 카츠히코 | 오오누마 신     | 사사하라 카몬 사이토 요시나리 | 노다 메구미 사이토 요시나리 야마요시 카즈유키 타케모리 유카 이시다 케이이치 長谷川亨雄 와타베 케이타 사사키 타카히로                                       | 오오시마 미와             |
| 제 12문 | 愛と勇気と俺達の戦いはこれからだ!（仮） 사랑과 용기와 우리들의 싸움은 이제부터다!(가칭) | 2010/3/24 | 타카야마 카츠히코 | 와타나베 신이치 | 후쿠다 준 와타나베 신이치     | 노다 메구미 야마요시 카즈유키 마츠우라 사토미 타케모리 유카 모리마에 카즈나리 이시다 케이이치 와타베 케이타 長谷川亨雄 이노우에 요시카츠 타니구치 시게노리 | 오오시마 미와             |
| 제 13문 | バカとテストと召喚獣 바보와 시험과 소환수                                               | 2010/3/31 | 타카야마 카츠히코 |                 |                               | |                           |

| 회      | 제목/번역                      | 각본 | 콘티 | 연출 | 작화감독 | 총작화감독 |
| ------- | ------------------------------ | ---- | ---- | ---- | -------- | ---------- |
| 제 1문  | 나와 모두와 해수욕!            |      |      |      |          |            |
| 제 2문  | 나와 유카타와 축제 소동!       |      |      |      |          |            |
| 제 3문  | 나와 그 아이와 봉제인형!       |      |      |      |          |            |
| 제 4문  | 나와 진심과 남자의 존엄!       |      |      |      |          |            |
| 제 5문  | 나와 엿보기와 강화합숙!        |      |      |      |          |            |
| 제 6문  | 나와 엿보기와 남자의 우정!     |      |      |      |          |            |
| 제 7문  | 나와 엿보기와 멀고 먼 도원향   |      |      |      |          |            |
| 제 8문  | 나와 일본과 모르는 단어        |      |      |      |          |            |
| 제 9문  | 나와 사랑과 교섭술!            |      |      |      |          |            |
| 제 10문 | 나와 사랑과 연예술!            |      |      |      |          |            |
| 제 11문 | 유지와 쇼코와 어린 시절의 추억 |      |      |      |          |            |
| 제 12문 | 바보와 익살꾼과 레퀴엠         |      |      |      |          |            |
| 제 13문 | 바보와 시험과 소환수!          |      |      |      |          |            |

### OVA
OVA제작도 발표되어 2011년 2월에 OVA 상권이 발매되었고, 3월에 하권이 발매되었다. 2권을 거의 원작 그대로 애니화했다.

### 인터넷 라디오
TV 방송에 선행하여 2009년 11월 12일부터 인터넷 라디오 방송을 개시했다.
3주 간격으로 배신하다가, 4회부터 매주 배신하게 되었다.
진행자는 시모노 히로(요시이 아키히사 役), 하라다 히토미(히메지 미즈키 役).
| 횟수 | 배신 일자        | 게스트 |
| ---- | ---------------- | --- |
| 1    | 2009년 11월 12일 | 미즈하시 카오리(시마다 미나미 役)                                                                                             |
| 2    | 2009년 12월 3일  | 카토 에미리(키노시타 히데요시 役)                                                                                             |
| 3    | 2009년 12월 24일 | 미즈하시 카오리(시마다 미나미 役) 카토 에미리(키노시타 히데요시 役) 스즈키 타츠히사(사카모토 유지 役)                         |
| 4    | 2010년 1월 7일   | 미야타 코키(츠치야 코타 役)                                                                                                   |
| 5    | 2010년 1월 14일  | 츠다 켄지로(후쿠하라 신 役)                                                                                                   |
| 6    | 2010년 1월 21일  | 츠다 켄지로(후쿠하라 신 役)                                                                                                   |
| 7    | 2010년 1월 28일  | 이소무라 토모미(키리시마 쇼코 役)                                                                                             |
| 8    | 2010년 2월 4일   | 이소무라 토모미(키리시마 쇼코 役)                                                                                             |
| 9    | 2010년 2월 11일  | 아소 나츠코(오프닝 테마) |
| 10   | 2010년 2월 18일  | milktub(엔딩 테마) |
| 11   | 2010년 2월 25일  | 스즈키 타츠히사(사카모토 유지 役)                                                                                             |
| 12   | 2010년 3월 4일   | 이노우에 기쿠코(요시이 아키라 役)                                                                                             |
| 13   | 2010년 3월 11일  | 난조 요시노(쿠도 아이코 役)                                                                                                   |
| 14   | 2010년 3월 18일  | 히라다 마나(시마다 하즈키 役)                                                                                                 |
| 15   | 2010년 3월 25일  | 이소무라 토모미(키리시마 쇼코 役) 난조 요시노(쿠도 아이코 役) 카토 에미리(키노시타 유코 役) 테라시마 타쿠마(쿠보 토시미츠 役) |